# 장리우
장리우(1978년 10월 6일~)는 대한민국의 배우이다.

## 출연작

### 영화
- 《해야 할 일》 (2024년) - 손경연 대리 역
- 《더 납작 엎드릴게요》 (2024년) - 진희 역
- 《경아의 딸》 (2022년) - 의사 역
- 《유공자》 (2021년) - 박지영 역
- 《이장》 (2020년) -  혜영 역
- 《파란 입이 달린 얼굴》 (2018년) -  서영 역
- 《장산범》 (2017년) -  지혜 역
- 《캐러멜라이즈》 (2016년) -  장배우 역
- 《새들이 돌아오는 시간》 (2016년) -  헤영 역
- 《소수의견》 (2015년) - 이판수가족 역
- 《내 심장을 쏴라》 (2015년) - ECT간호사 역
- 《카트》 (2014년) - 계산원 18 역
- 《10분》 (2014년) - 한영미 역
- 《변호인》 (2013년) - 야학생 2 역
- 《결혼전야》 (2013년) - 극장 & 보닛 커플 역
- 《사이비》 (2013년) - 카페마담 / 영선친구 3 / 마을주민 역
- 《벌거숭이》 (2013년) - 한유림 역
- 《방독피》 (2013년) - 늑대소녀 미주 역
- 《코리아》 (2012년) - 왕밍 역
- 《혜화,동》 (2011년) - 신생아실 간호사 역
- 《원 나잇 스탠드》 (2010년) - 선글라스녀 역
- 《귀향》 (2009년) - 간호사 역
- 《고갈》 (2009년) - 여자 역
- 《요가학원》 (2009년) - 안내데스크 역
- 《똥파리》 (2008년) - 반지하 엄마 역

## 수상
- 2009년 시라큐스 국제영화제 여우주연상